# Willem Sebel
Willem Sebel (Vlaardingen, 4 april 1901 - Zwolle, 31 maart 1945) was een Nederlandse politieagent en verzetsheld.
Willem Sebel is geboren op 4 april 1901 in Vlaardingen. Hij diende bij de Koninklijke Marechaussee in Zwolle.
Hij werd benoemd tot rijksveldwachter in de gemeente Ambt-Hardenberg.
Sebel vestigde zich met zijn gezin in Lutten.

## Verzet
Gedurende de bezettingsjaren sloot Willem zich aan bij een verzetsgroep en werd lid van L.O.-Overijssel. Hij vervulde o.a. koeriers- en berichtendiensten. Waar mogelijk waarschuwde hij joodse landgenoten als hij vanwege zijn functie op de hoogte kwam van maatregelen tegen joden en onderduikers.
Een belangrijke taak was hulp aan neergeschoten geallieerde piloten, zoals het verzorgen, verbergen en doorsluizen teneinde hen naar bevrijd grondgebied te laten ontsnappen. Zodoende heeft hij waardevolle bijdragen geleverd aan het verzet tegen de Duitse bezetters en aan mensen in nood.

## Arrestatie en executie
Willem Sebel werd op 19 maart 1945 gearresteerd in het Dominicanenklooster in Zwolle, waar hij door een Duits-gezinde politieman werd herkend door zijn uniform. De daaropvolgende ondervraging liet blijken dat Sebel betrokken was bij het uitbetalen van lonen aan ondergedoken spoorwegmedewerkers. 
Als represaille voor een sabotageactie werden vijf mensen, waaronder Sebel, die gekleed was in het uniform van de Parketwacht, op 31 maart 1945 uit de gevangenis gehaald, afgevoerd naar de Meppelerstraatweg en aldaar door een vuurpeloton gefusilleerd. Enkele kinderen waren ooggetuige van dit afschuwelijke gebeuren.
Nadat de lijken als afschrikwekkend voorbeeld, een dag onder bewaking van een Nederlandse politieman, op de plek moesten blijven liggen, kon het lichaam van Sebel de volgende dag op een bakfiets vanuit Zwolle naar Lutten worden vervoerd, waar hij op 5 april de begraafplaats ter aarde werd besteld.

## Herinnering

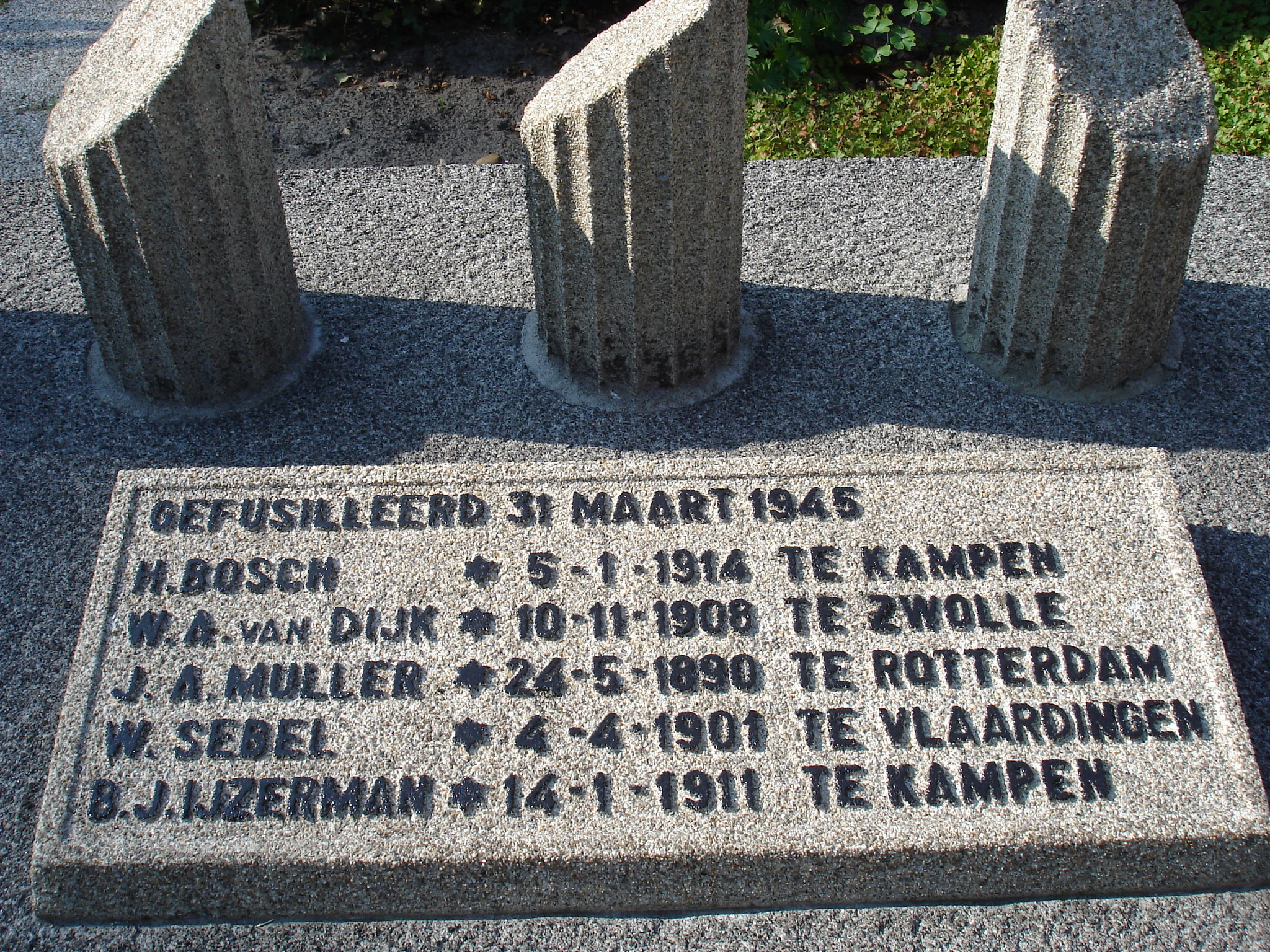
De gedenkplaat.

Aan de Meppelerstraatweg is in de buurt van de plek waar de executie plaatsvond een monument opgericht, waarop een gedenksteen ligt met de namen van de vijf slachtoffers. Na de Tweede Wereldoorlog werd Willem Sebel onderscheiden met het verzetsherdenkingskruis en het Eisenhouwer certificate, voor zijn hulp aan geallieerde piloten.